# Geina buscki
Geina buscki là một loài bướm đêm thuộc họ Pterophoridae. Nó được tìm thấy Bắc Mỹ, bao gồm Tennessee và Mississippi.
Sải cánh dài khoảng 15 mm.